# Sobór Zaśnięcia Najświętszej Maryi Panny w Witebsku
Cerkiew Zaśnięcia Najświętszej Maryi Panny i klasztor Bazylianów, sobór (biał. Царква Ўспення Прасвятой Багародзіцы і манастыр бызыльян у Віцебску, Успенскі сабор) – cerkiew w Witebsku, pomnik architektury wileńskiego baroku. Przy budowie za wzór wzięto kościół San Carlo al Corso w Rzymie. Budynek zaprojektował Józef Fontana. Znajduje się na wzgórzu Zaśnięcia. Został zbudowany jako unicka cerkiew w latach 1715–1743, następnie służył parafii prawosławnej, zniszczony przez bolszewików i odbudowany na początku XXI wieku. Jest to jedna z największych cerkwi na Białorusi. 

## Historia
Pierwsze informacje o cerkwi i klasztorze, które istniały na Wzgórzu Wniebowzięcia pojawiają się w 1406. Po zabójstwie unickiego arcybiskupa Jozafata Kuncewicza świątynia została zburzona w 1630 r. W 1682 na polecenie Antoniego Sielawy zbudowano nową drewnianą świątynię, którą miał ufundować podkomorzy witebski J. Kisiel. W tym samym roku został założony klasztor Bazylianów. Podczas wojny północnej w 1708 rosyjski car Piotr I rozkazał podpalić miasto z czterech stron, co było zemstą za to, że mieszkańcy miasta potajemnie wysłali 7000 talarów królowi Stanisławowi Leszczyńskiemu, jako pomoc w objęciu tronu szwedzkiego przez Karola XII.
W latach 1715–1743 z fundacji Mirona Hałłuzy wybudowano murowaną cerkiew Przeczystej Bogurodzicy według projektu Józefa Fontany w stylu późnego baroku z trzypiętrowym korpusem klasztornym. Przy klasztorze funkcjonowała szkoła świecka i studia filozoficzne dla mnichów, gdzie uczono logiki, fizyki i innych nauk. Postanowieniem imperatora Pawła I 18 lipca 1799 cerkiew została przekazana prawosławnym. W 1804 nad prezbiterium wybudowano masywną kopułę oraz przebudowano barokową fasadę. W 1861 do budynku dawnego klasztoru przeniesiono z Połocka Seminarium Duchowne. 
W 1913 Imperatorska Komisja Archeologiczna dała pozwolenie na restaurację świątyni, uznając ją za cenny pomnik kultury i historii. 
Po rewolucji październikowej w 1917 r. budynek został 5 lipca 1926 r. skonfiskowany na podstawie postanowienia Rady Komisarzy Ludowych BSRR. Pomimo licznych represji wobec wierzących i kapłanów do 1936 r. potajemnie odbywały się tutaj nabożeństwa. Na początku wielkiego terroru w 1937 r. świątynię ostatecznie zamknięto, a następnie wysadzono w powietrze przez brygadę saperów dowodzoną przez Petra Hryhorenko, później znanego dysydenta. Dokonano tego w ramach przebudowy centrum miasta, którą przerwał wybuch II wojny światowej. Dopiero w 1949 r. na miejscu cerkwi wybudowano fabrykę. W latach 70. XX w. warsztaty przeniesiono na obrzeża miasta, a budynki popadały w ruinę. Ich pozostałości zburzono latem 1998 r. 26 września 1998 Patriarcha Moskwy i Wszechrusi Aleksy II położył pierwszy kamień i kapsułę z pamiątkowym dyplomem w miejscu odbudowy Soboru Zaśnięcia. W czerwcu 2000 rozpoczęto prace budowlane, które zakończono w 2010. 
30 września 2011 sobór został uroczyście poświęcony przez egzarchę Białorusi, metropolitę mińskiego i słuckiego Filareta. Wśród obecnych archirejów (biskupów) był metropolita nowogrodzki i staroruski Lew, syn witebskiego duchownego.
Świątynia należy do dekanatu witebskiego św. Mikołaja eparchii witebskiej i orszańskiej Egzarchatu Białoruskiego Patriarchatu Moskiewskiego.

## Miejsce martyrologii
W latach 20. XX w. w pobliżu świątyni znajdowała się siedziba oddziału NKWD, w podziemiach której w latach 30. i 40. XX w. rozstrzelano tysiące ludzi. Ofiary pochowano przede wszystkim w zamkniętej strefie położonej pomiędzy wsiami Warony i Palai. Podczas wykopalisk archeologicznych poprzedzających odbudowę cerkwi w piwnicach budynku znaleziono szczątki około 400 osób. Badania potwierdziły, że ciała zamordowanych pochowano tu przed wybuchem wojny. Do tej pory nie ustalono, czy są to ofiary NKWD, które zostały rozstrzelane latem 1941 r. podczas ewakuacji znajdującego się w pobliżu więzienia. Według oficjalnej wersji morderstwa miały miejsce podczas okupacji niemieckiej i zostały dokonane przez SD, które od 1941 r. wykorzystywało budynek byłego więzienia. 
2 listopada 2003 r. z okazji dnia pamięci przodków Dziady działacze BFL ustawili na wzgórzu Zaśnięcia dwa krzyże upamiętniające ofiary NKWD. Ludzie przynieśli i ustawili krzyże na zbiorowych mogiłach, które znajdowały się w tym miejscu. Później w cerkwi umieszczono jeszcze jeden krzyż upamiętniający ofiary. Ponieważ marsz odbywał się bez zezwolenia władz, został zatrzymany przez milicję, wielu uczestników zostało aresztowanych, a krzyże usunięte. Uroczystości upamiętniające ofiary stalinizmu odbywają się przy krzyżu ku czci św. Eufrozyny Połockiej, znajdującego się w pobliżu cerkwi. 
Dopóki państwo białoruskie nie popiera badania losów ofiar, dopóty nie ma możliwości ich wyjaśnienia. 

## Galeria

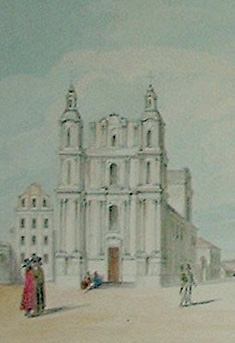
Cerkiew pod koniec XVIII w. na obrazie Józefa Peszki
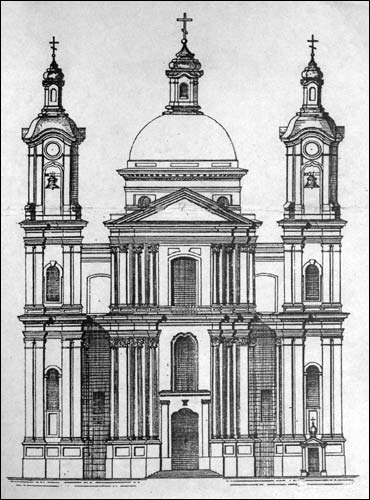
Fasada główna po przebudowie w XIX w.
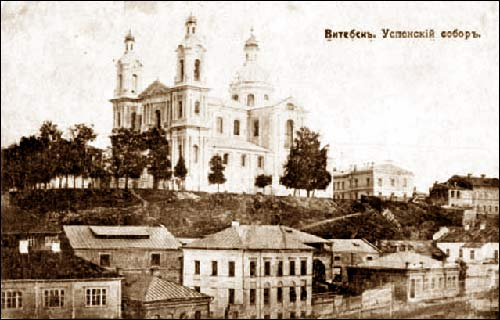
Cerkiew na początku XX w.
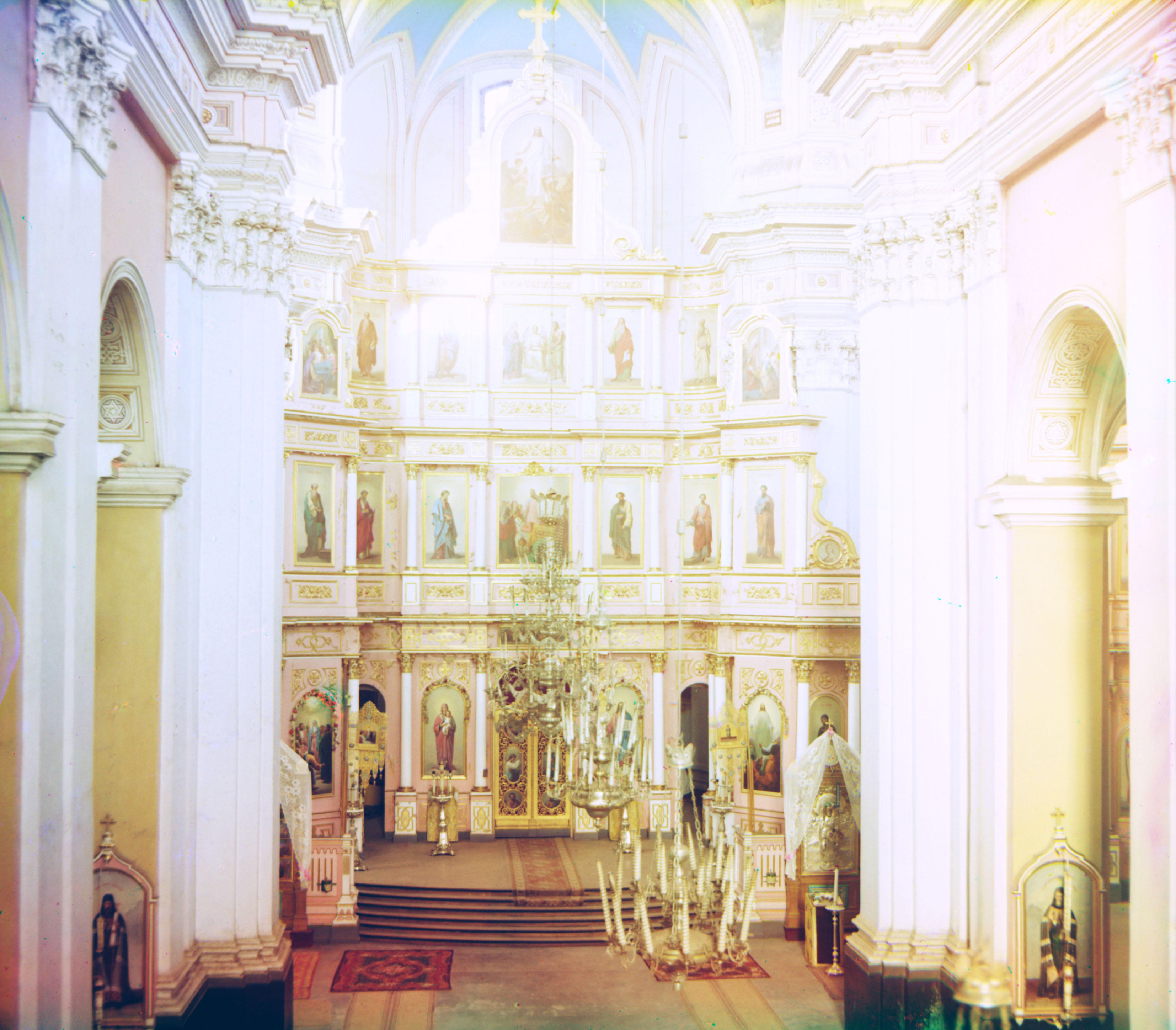
Wnętrze na zdjęciu Siergieja Prokudin-Gorskiego (1912)
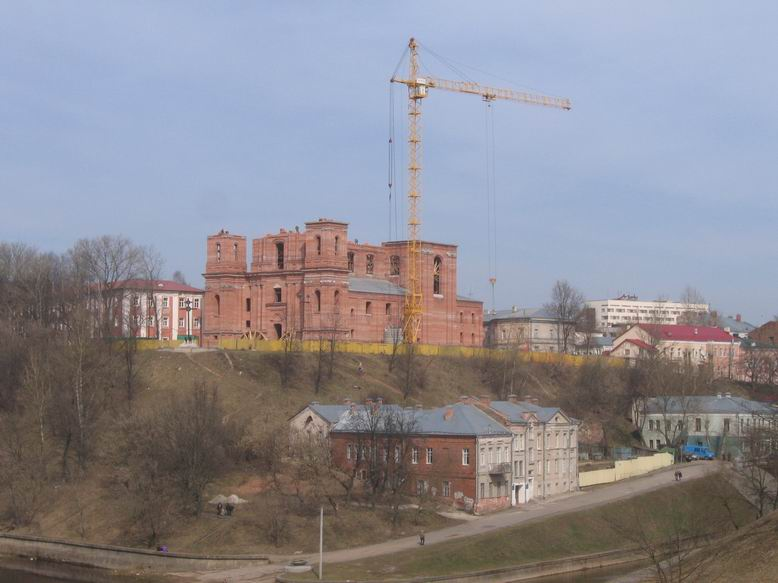
Odbudowa (2008)
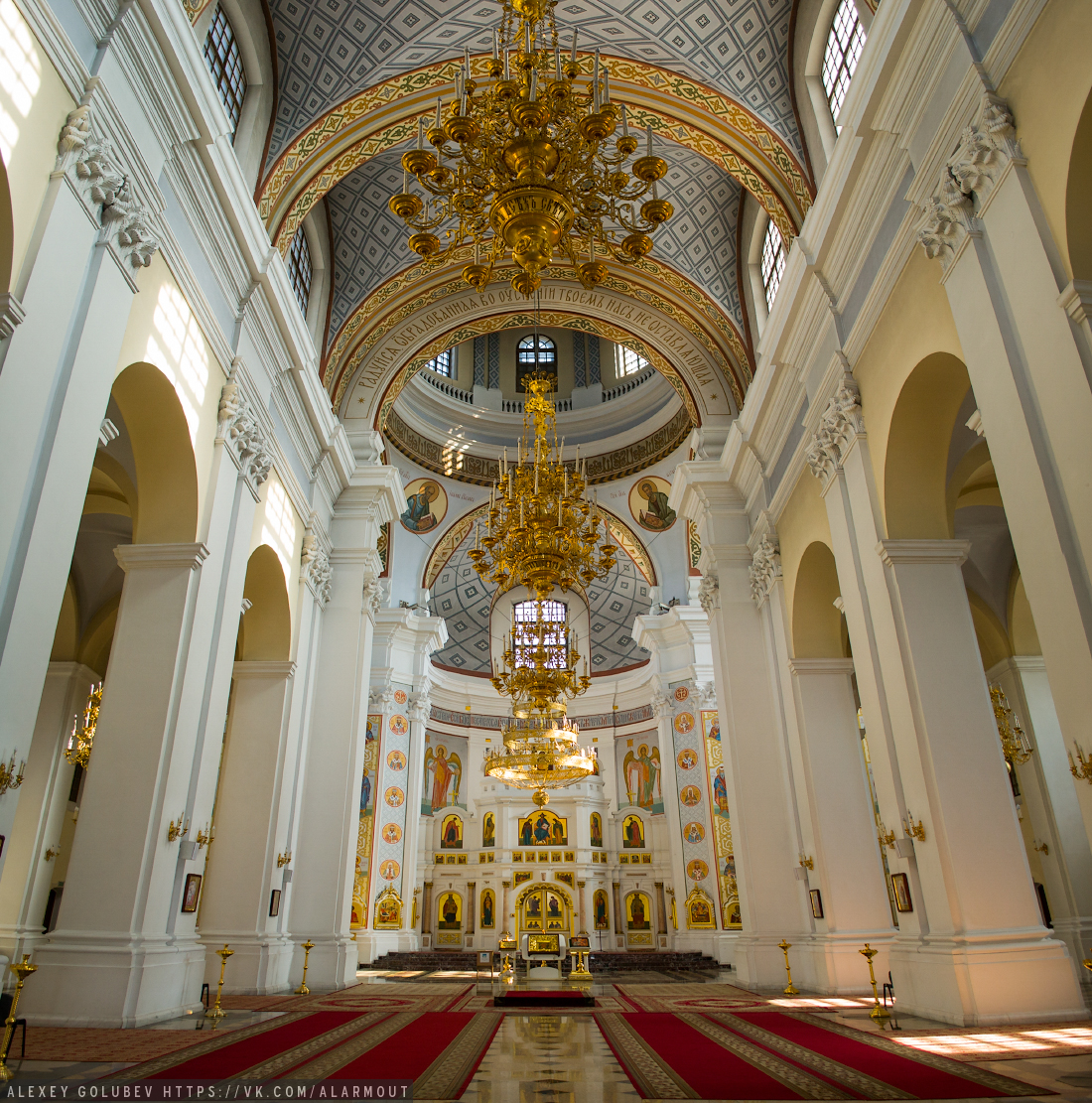
Wnętrze cerkwi
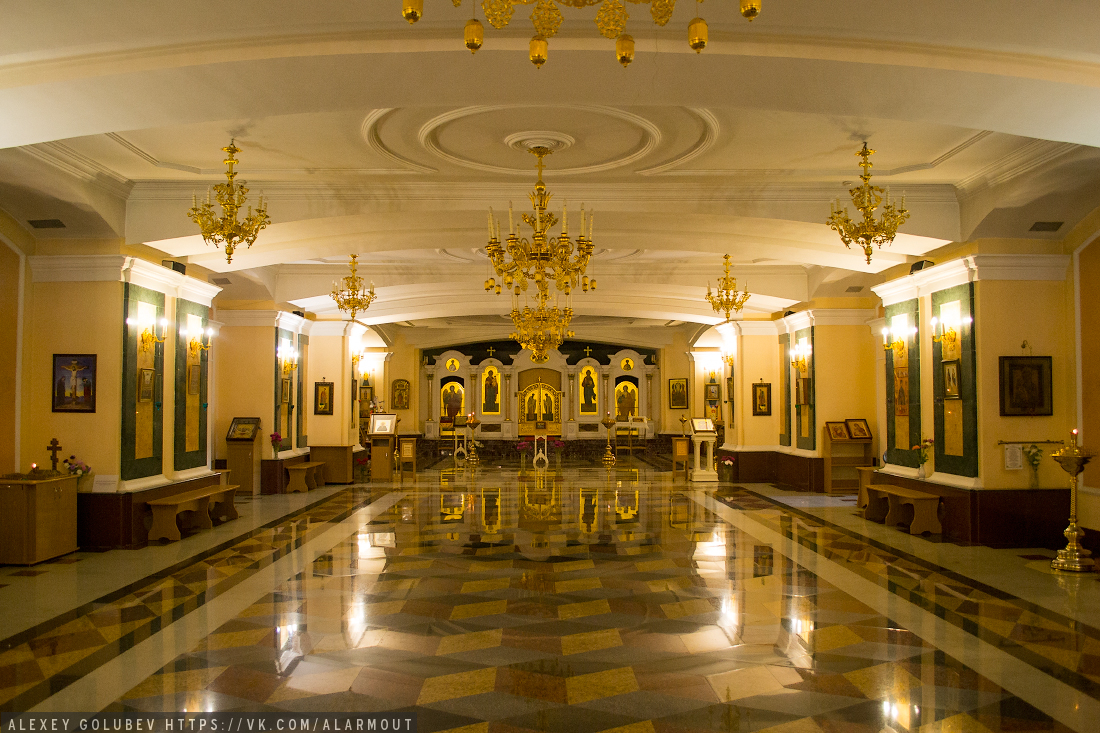
Dolna kaplica